# Konstal 114Na
Konstal 114Na je verze polské tramvaje Konstal 112N se středním nízkopodlažním článkem. Vozy 114Na byly vyráběny v roce 1997 firmou Alstom Konstal v Chořově. Celkem byly vyrobeny dva kusy, všechny z nich byly dodány do Gdaňsku.

## Konstrukce
Konstal 114Na konstrukčně vychází z původní verze 112N. Jedná se o jednosměrný motorový tramvajový vůz, který je usazen na čtyřech dvounápravových podvozcích (každá náprava je hnací). Každou nápravu pohání jeden trakční motor s výkonem 41,5 kW. Karoserie tramvaje se skládá ze tří článků, které jsou spojeny klouby a přechodovými měchy, jež se nachází nad středními podvozky. Nejvýraznější změnou oproti typu 112N je střední článek, který je nízkopodlažní. Podlaha vozidla se nachází ve výšce 890 mm na temenem kolejnice, spojení s nízkopodlažní částí (340 mm nad TK) zajišťují tři schody. Řidičova kabina je uzavřená a oddělená od salónu. Čalouněné sedačky pro cestující jsou umístěny 1+1. Tramvaj 114Na je vybavena elektrickou výzbrojí s GTO tyristory. Proud je z trolejového vedení odebírán polopantografem. Vozidla jsou upravena pro normální rozchod kolejí 1435 mm.

## Dodávky tramvají
V roce 1997 byly vyrobeny celkem 2 vozy 114Na. Oba byly dodány do Gdaňsku.
| Současný stát | Město  | Článek | Typ   | Roky dodávek | Počet vozů | Evidenční čísla |
| ------------- | ------ | ------ | ----- | ------------ | ---------- | --------------- |
| Polsko        | Gdaňsk | článek | 114Na | 1997         | 2          | 1501-1502       |